# Арабы в Узбекистане
Арабы являются одним из национальных меньшинств Узбекистана.

## История
По переписи 1989 года в Узбекистане было зарегистрировано 12 тыс. 880 арабов.
Арабские группы попали в Среднюю Азию несколькими волнами в период с VII — века до XVII века. Среднеазиатские арабы подразделяются на 2 группы: шайбони и санони. В VII—VIII веках, после того как арабские войска вторглись в Среднюю Азию, в главных городах региона в Бухаре и Самарканде ими были поставлены крупные гарнизоны. Летописи свидетельствуют о том, что в Бухаре арабские воины получили половину домов и земель покорённых жителей. Но уже к X веку эта группа в целом почти полностью ассимилировались с местным населением. 
Можно предположить две хронологически различные волны арабской миграции: заселение прямых предков арабов Кашкадарьи в этом регионе могло произойти в VII-X вв. Сравнение кашкадарьинского диалекта с бухарским диалектом на уровне лингвистических данных доказывает, что арабский язык Кашкадарьи более архаичен и имеет большее сходство с классическим арабским. Прямые предки бухарских арабов, возможно, поселились в Гиждуване в XIV веке.
В Самаркандской области в Средние века находилось село Ведар, которое славилось своими тканями. Ведар находился к северо-западу от Самарканда, в нём преимущественно жили арабы. Город Ведар, был средоточием арабского населения области; эти арабы принадлежали к племени Бекр б. Вайль, но называли себя cубаийцами, очевидно, по имени Абу Музахима Суба б. ан-Надра ас-Суккари, строителя местной соборной мечети, умершего в 882 году.
Основу для изучения арабов Центральной Азии заложили в 1930-х годах академик Г. Церетели («Арабские диалекты в Средней Азии») и профессор И. Винников («Язык и фольклор бухарских арабов». В XX веке исследования продолжил грузинский учёный Гурам Чиковани.
В годы независимости Узбекистана благодаря толерантной политике руководства Узбекистана араб по происхождению Р. Раджабов вёл исследования по истории арабов и защитил докторскую диссертацию по теме этнография арабов Узбекистана. Араб по происхождению из села Джейнау Муродилла Саидов удостоился высокого звания «Ўзбекистон кахрамони» и ордена «Олтин юлдуз».

## Антропология арабов
По мнению Р. Ражабова, арабы сравнительно лучше сохранили свои исконные антропологические особенности. Обычно арабы несколько смуглее, чем узбеки. Для арабов Самаркандского района свойственны абсолютно чёрные, но слегка волнистые волосы и борода. Это особенно явно бросается в глаза у старых арабов, их бороды напоминают растительность на лице древних евреев.

## Арабский язык
Среднеазиатские диалекты арабского языка — разновидности арабского языка, находящиеся на грани исчезновения и распространённые среди арабов Узбекистана. Эти диалекты были языком для множества оседлых и кочевых общин среднеазиатских арабов, которые обитали в районе Бухары, Кашкадарьи (совр. Узбекистан).
На бухарском диалекте говорят жители деревень Джаргари, Чагдарья, Шоханбег, Гиджуванская область, Бухарская область, а также деревня Арабхана Вобкендского района, в то время как на диалекте кашкадарьинского арабского говорят в кишлаках Джейнау и Камаши, Бешкенде, на северо-западе Карши. Среднеазиатские арабские диалекты (арабские диалекты Бухара и Кашка-дарьи) относятся к восточной группе арабских диалектов.
Бухарский и кашкадарьинский арабские диалекты лингвистически отличаются от других арабских диалектов. Существует также различие между этими двумя диалектами, поэтому иногда арабы Бухары и Кашкадарьи не понимают друг друга и предпочитают говорить друг с другом на узбекском языке. Языковое различие между этими двумя диалектами может быть объяснено различными миграционными волнами из разных частей арабского мира в разное время.
Практически все арабы Узбекистана владеют узбекским или таджикскими языками. Среднеазиатские арабские диалекты выделяются в отдельную типологическую подгруппу арабского языка. В XX веке они сохранялись лишь в нескольких поселениях: в кишлаках Джугари и Чахдара Гиждуванского района, Арабхона Вабкентского района Бухарской области и кишлаке Джейнау в Кашкадарьинской области.
В селении Камаши Бешкенткого района Кашкадарьинской области Узбекистана, арабы проживают вместе с таджиками и цыганами-косибами.